# 478 Tergeste
478 Tergeste је астероид главног астероидног појаса. Приближан пречник астероида је 79,46 km,
а средња удаљеност астероида од Сунца износи 3,013 астрономских јединица (АЈ).
Инклинација (нагиб) орбите у односу на раван еклиптике је 13,177 степени, а орбитални период износи 1910,492 дана (5,230 година). Ексцентрицитет орбите астероида износи 0,087.
Апсолутна магнитуда астероида износи 7,98 а геометријски албедо 0,179.
Астероид је откривен 21. септембра 1901. године.